# Druckluftlot
Das Druckluftlot ist ein Messgerät zur Bestimmung der Wassertiefe, indem an einem ins Wasser abgelassenen, unten offenen, luftdurchströmten Schlauch der Druck gemessen wird.

## Technik
Die Lotung mit einem Draht oder Seil und einem schweren Lotgewicht erforderte praktisch Stillstand des Schiffs, damit das Lot und seine Aufhängung nicht durch die Wasserumströmung und die resultierende Widerstandskraft zu stark aus der Lotrechten abweicht. Das in verschiedenen Ländern unabhängig voneinander entwickelte Echolot funktionierte anfänglich nur durch diskrete Schallimpulse, etwa durch Knallkapseln als Schallgeber, jedoch noch nicht als dauerhaft mitlaufende Messung.
Das Druckluftlot wurde 1925 als eine Erfindung des Amerikaners Haynes beschrieben und ermöglichte erstmals eine kontinuierliche Tiefenmessung eines Gewässers unter einem fahrenden Schiff. Ein schwerer und zugfest armierter Schlauch mit einer typischen Länge von 150 m wurde von einer Haspelrolle am Schiff so weit wie nötig ins Wasser abgelassen. Ein Kompressor pumpte durch die Rollenachse Luft in den Schlauch, bis von seinem unteren Ende Luftblasen aufsteigen. Bei geringem Durchfluss ist der Strömungswiderstand im Schlauch vernachlässigter, und bis zu einer Tiefe von 160 m beträgt die durchschnittliche Dichte der Luft im Schlauch weniger als 1 % der des umgebenden Wassers, kann also vernachlässigt werden. Dann ist der Luftdruck am Schlauchende am Schiff so groß wie der Wasserdruck am unteren Schlauchende.
Aus diesem Druck kann über die Dichte von Wasser linear auf die Tiefe zurückgerechnet werden. Faustformel: 1 bar entspricht 10 m.
Der Druck im Schlauch wird über eine Leitung ins Kartenhaus des Schiffes übertragen und kann über ein Schreibwerk die gemessene Tiefe auf einem Papierstreifen aufzeichnen, wodurch der Navigator in Form eines Tiefenprofils einen Überblick über die Wassertiefe längs der gefahrenen Route bekommt. Die Unterschreitung einer einstellbaren Tiefe löste ein Warnsignal aus.
Wenn der Schlauch dabei am Boden des Gewässers liegt, oder nachschleift, wird die tatsächliche Gewässertiefe recht genau gemessen. Wenn das Schlauchende während Fahrt über ein am Grund liegendes Schiff entsprechend angehoben wird, wird ein entsprechend niedrigerer Druck angezeigt.
Dieses Lot wurde insbesondere von Erzmotorschiffen auf Flüssen und den großen Binnenseen der USA verwendet.

## Funktionsprinzip
Das Druckluftlot basiert auf einer Druckmessung am Grund. Der gemessene Druck {\displaystyle p} kann in eine Wassertiefe {\displaystyle h} übersetzt werden. Nach Auflösung der Gleichung zur Bestimmung des hydrostatischen Drucks
{\displaystyle p(h)=\rho \,g\,h}
nach der Wassertiefe h ergibt sich 
{\displaystyle h(p)={\frac {p}{\rho \,g}}}.
Mit der Wasserdichte {\displaystyle \rho } (etwa 1000 kg/m3 bei Süßwasser), der Erdbeschleunigung {\displaystyle g} (etwa 9,81 m/s2) und dem gemessenen Druck {\displaystyle p} kann die Wassertiefe berechnet werden. Ein Druckanstieg von einem Bar entspricht eine Zunahme der Wassertiefe von zehn Metern.